# Vitry-lès-Nogent
Pour les articles homonymes, voir Vitry et Nogent.
Vitry-lès-Nogent est une commune française située dans le département de la Haute-Marne, en région Grand Est.

## Géographie
Communes proches de Vitry-lès-Nogent
```
   
```

### Hydrographie
La commune est dans la région hydrographique « la Seine de sa source au confluent de l'Oise (exclu) » au sein du bassin Seine-Normandie. Elle est drainée par le ruisseau de Vitry,.

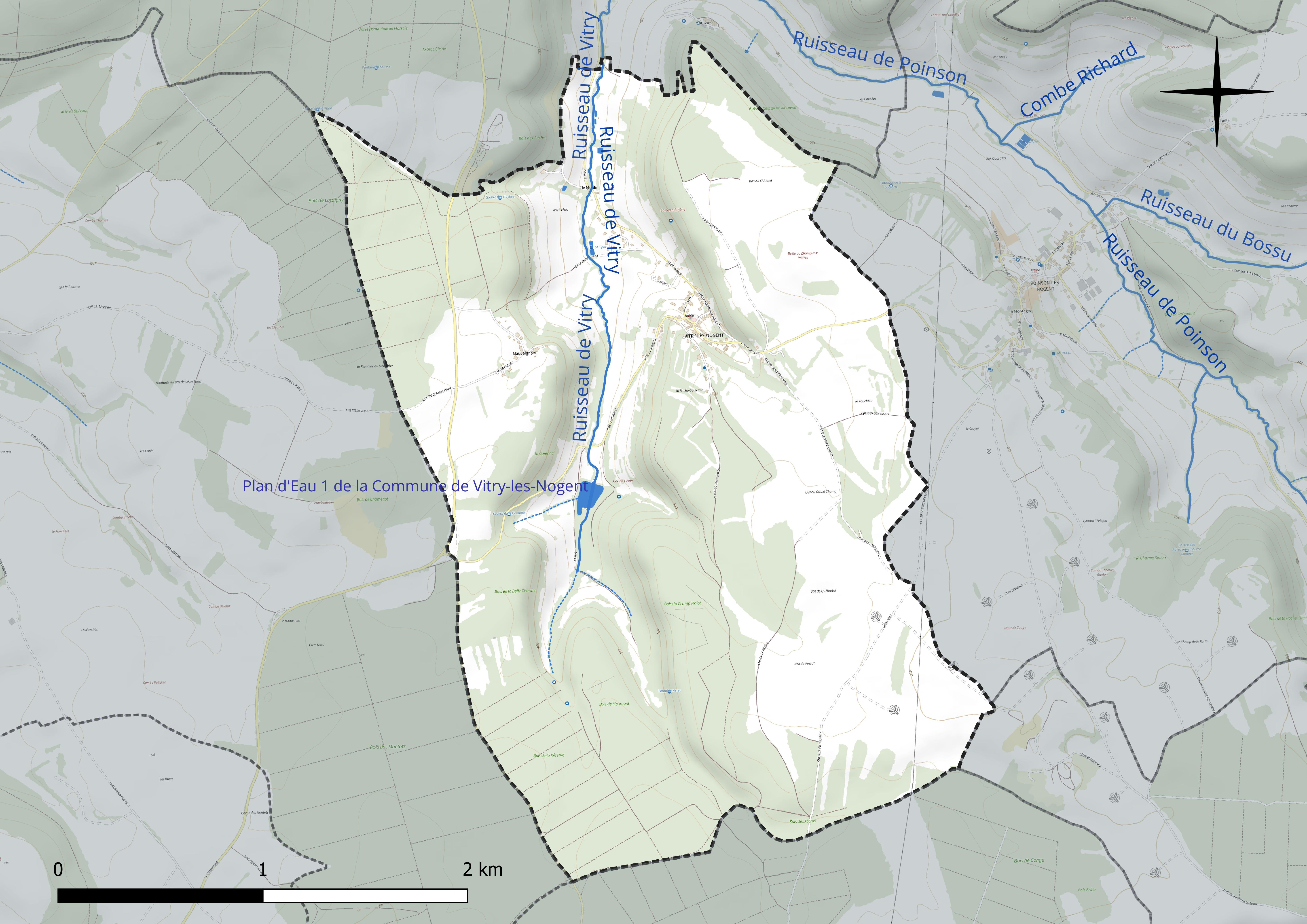
Réseau hydrographique de Vitry-lès-Nogent.

Un plan d'eau complète le réseau hydrographique : le plan d'eau 1 de la commune de Vitry-les-Nogent (1,3 ha),.

### Climat
Pour des articles plus généraux, voir Climat du Grand Est et Climat de la Haute-Marne.
En 2010, le climat de la commune est de type climat de montagne, selon une étude du Centre national de la recherche scientifique s'appuyant sur une série de données couvrant la période 1971-2000. En 2020, Météo-France publie une typologie des climats de la France métropolitaine dans laquelle la commune est exposée à un climat océanique altéré et est dans la région climatique  Lorraine, plateau de Langres, Morvan, caractérisée par un hiver rude (1,5 °C), des vents modérés et des brouillards fréquents en automne et hiver. 
Pour la période 1971-2000, la température annuelle moyenne est de 9,3 °C, avec une amplitude thermique annuelle de 16,7 °C. Le cumul annuel moyen de précipitations est de 991 mm, avec 13,4 jours de précipitations en janvier et 9,4 jours en juillet. Pour la période 1991-2020, la température moyenne annuelle observée sur la station météorologique de Météo-France la plus proche, « Is-en-Bassigny », sur la commune d'Is-en-Bassigny à 9 km à vol d'oiseau, est de 10,0 °C et le cumul annuel moyen de précipitations est de 873,6 mm. 
La température maximale relevée sur cette station est de 38,7 °C, atteinte le 25 juillet 2019 ; la température minimale est de −19,3 °C, atteinte le 20 décembre 2009,,. 
Les paramètres climatiques de la commune ont été estimés pour le milieu du siècle (2041-2070) selon différents scénarios d'émission de gaz à effet de serre à partir des nouvelles projections climatiques de référence DRIAS-2020. Ils sont consultables sur un site dédié publié par Météo-France en novembre 2022.

## Urbanisme

### Typologie
Au 1er janvier 2024, Vitry-lès-Nogent est catégorisée commune rurale à habitat dispersé, selon la nouvelle grille communale de densité à sept niveaux définie par l'Insee en 2022.
Elle est située hors unité urbaine et hors attraction des villes,.

### Occupation des sols
L'occupation des sols de la commune, telle qu'elle ressort de la base de données européenne d’occupation biophysique des sols Corine Land Cover (CLC), est marquée par l'importance des territoires agricoles (51,6 % en 2018), en augmentation par rapport à 1990 (45,9 %). La répartition détaillée en 2018 est la suivante : 
forêts (48,4 %), terres arables (32,6 %), prairies (15,4 %), zones agricoles hétérogènes (3,5 %). L'évolution de l’occupation des sols de la commune et de ses infrastructures peut être observée sur les différentes représentations cartographiques du territoire : la carte de Cassini (XVIIIe siècle), la carte d'état-major (1820-1866) et les cartes ou photos aériennes de l'IGN pour la période actuelle (1950 à aujourd'hui).

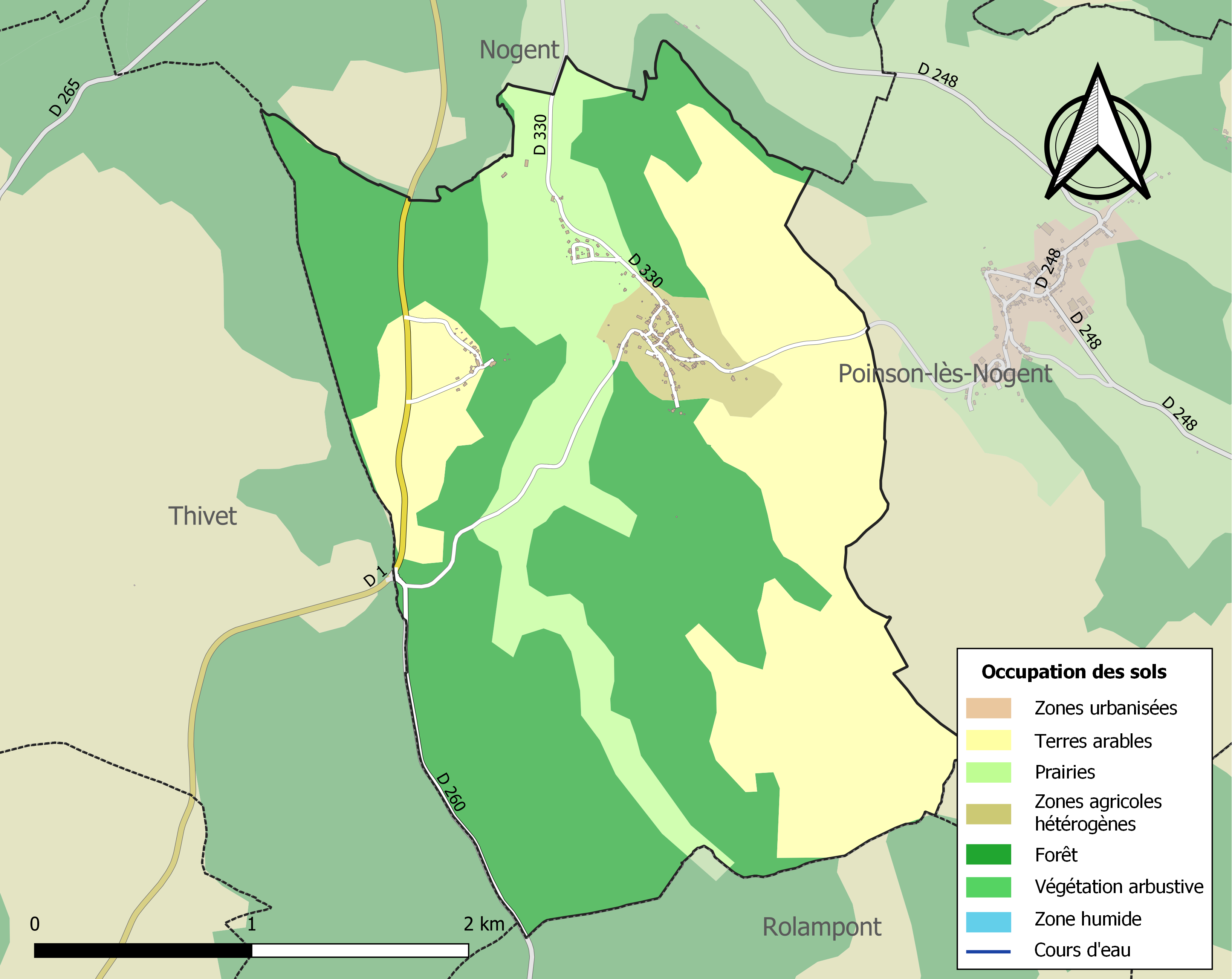
Carte des infrastructures et de l'occupation des sols de la commune en 2018 (CLC).

## Toponymie
Les anciennes mentions de la localité sont : Vitreium 1224,, Vitriacum, Vitri 1249-1252, Vitry 1276-1278, Vitreyum XIVe siècle, Vitry en Bassigny 1636, Vitrey 1700, Vitry les Nogent 1732, Vitry en Bassigny v. 1757.
Pour E. Nègre, Vitry  vient du latin Victoriacum, formé de l'anthroponyme latin Victorius avec le suffixe d'origine gauloise -acum.

Nogent est issu du gaulois novientum, novio « nouveau » et suffixe -entum, désignant une nouvelle agglomération.

## Histoire
Une station néolithique a été trouvée au lieu-dit Bas-du-Chatelet à Vitry-les-Nogent.
Des mégalithiques regroupés en petites nécropoles ont été mis en évidence sur le territoire de la commune de Vitry-lès-Nogent.
Il est fait mention de Vitry (Vitreium) au commencement du XIIIe siècle.
 
en 1256 Fery Duchatelet fit hommage au comte de Champagne pour Vitry-lès-nogent et d'autres possessions.

en 1444 Guillaume de Saint-Seine, seigneur de Charmoille, etc., présente le dénombrement de son domaine au roi. Il y avait à Vitry une maison avec pourpris et jardin ; douze familles de serfs, taillables à volonté deux fois l’an, corvéables, de maimorte, de for-mariage et de poursuite ; un étang, dont le moulin appartenait au roi, héritier des comtes de Champagne ; un four banal ; des terres, des prés, des tierces, des redevances en argent et en nature ; mais tout cela était de nulle valeur, faute de peuple : la maison, l’étang, le four, les terres et les prés étaient en désert ; le droit de justice était de nulle valeur et la seigneurie valait à peine vingt sols. C’était le résultat des guerres de cette malheureuse époque.

Vitry fut encore ruiné dans la première moitié du XVIIe siècle.

## Politique et administration
| Période                                  | Période  | Identité      | Étiquette | Qualité |
| ---------------------------------------- | -------- | ------------- | --------- | ------- |
| mars 2001                                | 2014     | Pierre Luciot |           |         |
| 2014                                     | En cours | Daniel Michel |           |         |
| Les données manquantes sont à compléter. |          |               |           |         |

## Population et société

### Démographie

#### Évolution démographique
L'évolution du nombre d'habitants est connue à travers les recensements de la population effectués dans la commune depuis 1793. Pour les communes de moins de 10 000 habitants, une enquête de recensement portant sur toute la population est réalisée tous les cinq ans, les populations de référence des années intermédiaires étant quant à elles estimées par interpolation ou extrapolation. Pour la commune, le premier recensement exhaustif entrant dans le cadre du nouveau dispositif a été réalisé en 2004.

En 2022, la commune comptait 217 habitants, en évolution de +23,3 % par rapport à 2016 (Haute-Marne : −4,62 %, France hors Mayotte : +2,11 %).
| 1793 | 1800 | 1806 | 1821 | 1831 | 1836 | 1841 | 1846 | 1851 |
| ---- | ---- | ---- | ---- | ---- | ---- | ---- | ---- | ---- |
| 282  | 275  | 274  | 324  | 372  | 378  | 393  | 392  | 411  |

| 1856 | 1861 | 1866 | 1872 | 1876 | 1881 | 1886 | 1891 | 1896 |
| ---- | ---- | ---- | ---- | ---- | ---- | ---- | ---- | ---- |
| 391  | 412  | 406  | 401  | 406  | 359  | 351  | 328  | 303  |

| 1901 | 1906 | 1911 | 1921 | 1926 | 1931 | 1936 | 1946 | 1954 |
| ---- | ---- | ---- | ---- | ---- | ---- | ---- | ---- | ---- |
| 276  | 277  | 264  | 235  | 213  | 196  | 203  | 189  | 187  |

| 1962 | 1968 | 1975 | 1982 | 1990 | 1999 | 2004 | 2006 | 2009 |
| ---- | ---- | ---- | ---- | ---- | ---- | ---- | ---- | ---- |
| 199  | 171  | 134  | 131  | 124  | 122  | 151  | 165  | 179  |

| 2014 | 2019 | 2022 | - | - | - | - | - | - |
| ---- | ---- | ---- | - | - | - | - | - | - |
| 174  | 204  | 217  | - | - | - | - | - | - |

#### Pyramide des âges
La population de la commune est relativement jeune.
En 2018, le taux de personnes d'un âge inférieur à 30 ans s'élève à 35,8 %, soit au-dessus de la moyenne départementale (31,0 %). À l'inverse, le taux de personnes d'âge supérieur à 60 ans est de 20,6 % la même année, alors qu'il est de 31,8 % au niveau départemental.
En 2018, la commune comptait 100 hommes pour 95 femmes, soit un taux de 51,28 % d'hommes, largement supérieur au taux départemental (48,98 %).
Les pyramides des âges de la commune et du département s'établissent comme suit.
| Hommes | Classe d’âge | Femmes |
| ------ | ------------ | ------ |
| 0,0    | 90 ou +      | 1,0    |
| 9,5    | 75-89 ans    | 9,1    |
| 9,5    | 60-74 ans    | 12,1   |
| 21,0   | 45-59 ans    | 15,2   |
| 22,9   | 30-44 ans    | 28,3   |
| 11,4   | 15-29 ans    | 9,1    |
| 25,7   | 0-14 ans     | 25,3   |

| Hommes | Classe d’âge | Femmes |
| ------ | ------------ | ------ |
| 0,8    | 90 ou +      | 2,5    |
| 8,7    | 75-89 ans    | 12     |
| 20,5   | 60-74 ans    | 21,2   |
| 20,5   | 45-59 ans    | 20     |
| 16,8   | 30-44 ans    | 15,8   |
| 16,5   | 15-29 ans    | 13,6   |
| 16,2   | 0-14 ans     | 14,9   |

## Lieux et monuments
- Dolmen de la Pierre-Alot, classé monument historique en 1889[29].
- Menhir Alot situé à environ 450 m au nord du dolmen.
- au cimetière, 7 tombes - sept aviateurs britanniques décédés dans la nuit du 12 au 13 septembre 1944. Cette nuit-là, un avion anglais, dont le pilote avait perdu les commandes, avait longtemps cherché un endroit dégagé pour se poser en survolant les villages de Dampierre, Poinson-lès-Nogent et Vitry-lès-Nogent. A l’atterrissage, les munitions avaient explosé, tuant les sept soldats sur le coup. Le lendemain, des volontaires du village avaient rapporté les corps à l'école avant de les enterrer à l'entrée du cimetière communal.
- L'église Saint-Vallier.

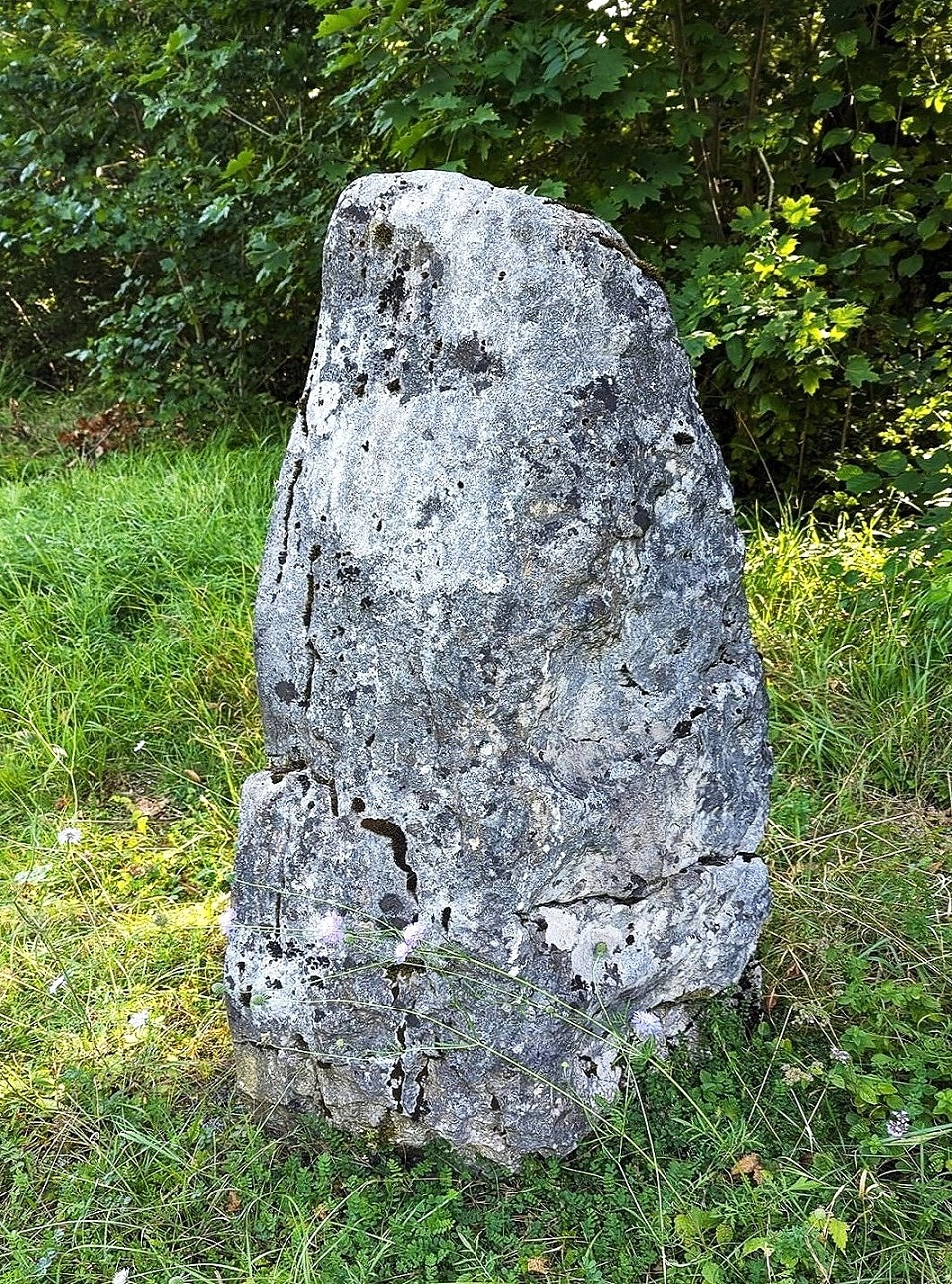
Le menhir Alot
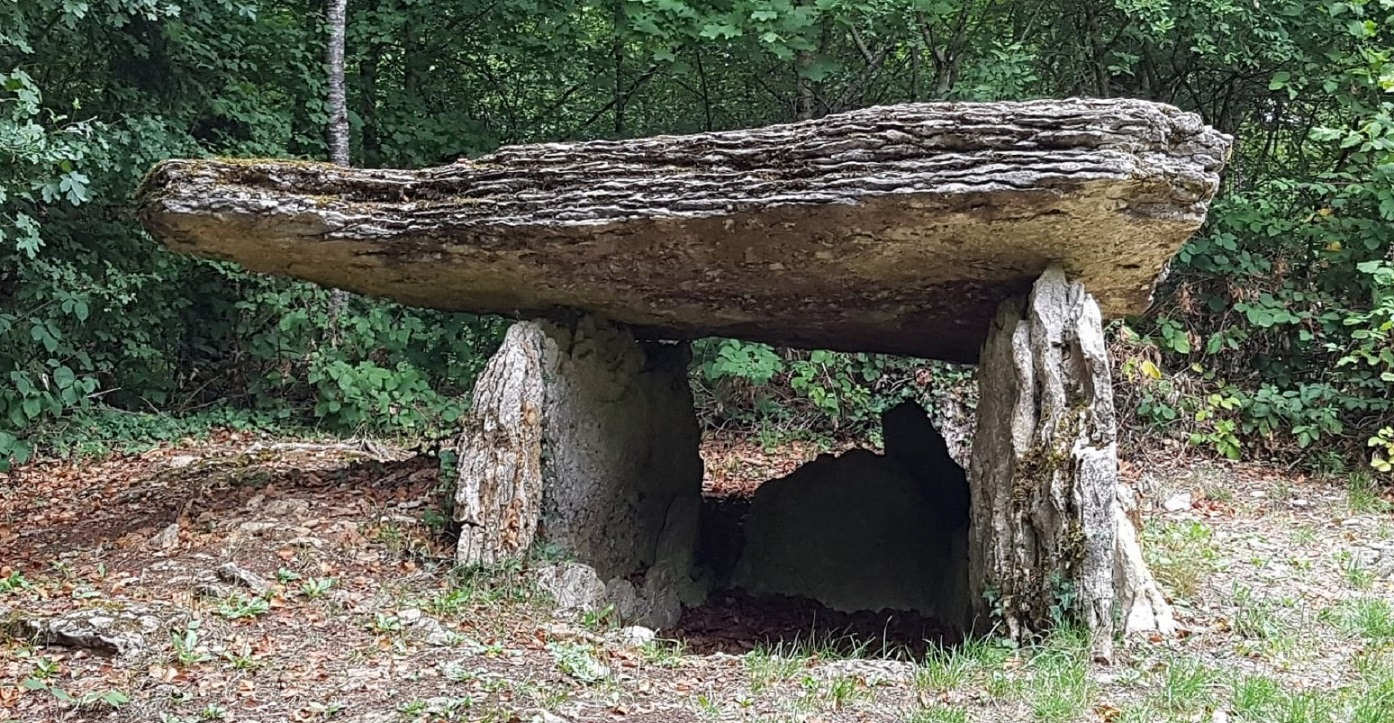
le Dolmen de la Pierre-Alot
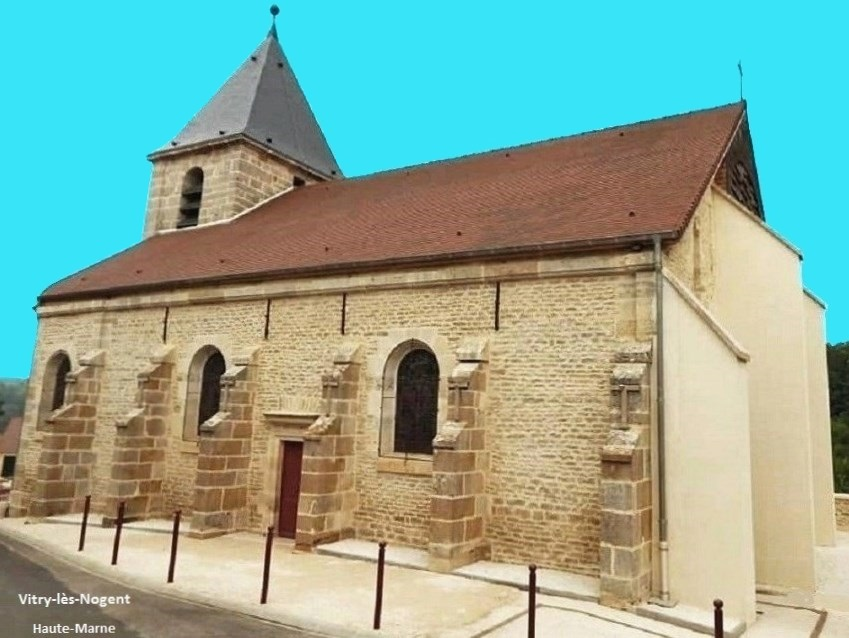
l'église Saint-Vallier